# ساکی ریشوی اوتا
ساکی ریشوی اوتا (نام علمی: Chiropotes utahickae) نام یک گونه از سرده ساکی ریشو است.